# Club de Futbol Mollet Unió Esportiva
El Club Futbol Mollet Unió Esportiva es un club de fútbol, de la ciudad catalana de Mollet del Vallés (Barcelona) España. Se creía fundado en 1919, aunque el reciente descubrimiento de unos documentos relacionados con el club, datan su fundación en 1914. Juega en la Territorial Preferente de Cataluña.
En 1993, el C.F. Mollet se fusionó con la U.D. Fliselina-Plana Lledó, fundado en 1972, formando como consecuencia el C.F. Mollet-Fliselina. En 2001, se fusionó con el At. Zona Sur y pasó a llamarse C.F. Mollet U.E. Sus colores tradicionales han sido el azulgrana aunque, tras la última fusión, se adoptaron los colores de la bandera de la ciudad, el rojiblanco.

## Historia
El C.F. Mollet U.E. es la entidad deportiva más antigua de la ciudad, con más de 100 años de existencia. Durante la Temporada 2014-2015, se realizaron numerosos actos para celebrar el Centenario del club, así como una camiseta conmemorativa.  
Ha jugado en varios campos de la ciudad, mayormente en el desaparecido "Camp de Les Pruneres". Desde su fusión en 1993 con la U.D. Fliselina-Plana Lledó, su sede se encuentra en el Camp Municipal Germans Gonzalvo. 
En los años 50 estuvo cuatro temporadas en Tercera División (1954-1958) hasta que descendió de categoría en el último año.

## Jugadores
Entre los jugadores procedentes de su cantera hay que destacar al portero de los años 40 y 50 del FC Barcelona Juan Zambudio Velasco y los hermanos Blasco en la última década. También destacar a los hermanos Gonzalvo, jugadores del club a mediados del siglo pasado, que llegaron a jugar en importantes equipos de categorías profesionales y que dan nombre al estadio del club.